# Yaké
Yaké est une commune rurale située dans le département de Bokin de la province du Passoré dans la région Nord au Burkina Faso.

## Géographie
Yaké est situé à 5 km au sud-est de Sitoèga et de la route régionale 20, à 10 km au sud-est du centre de Bokin, le chef-lieu du département, et à environ 50 km à l'est de Yako.

## Santé et éducation
Yaké accueille un centre de santé et de promotion sociale (CSPS) tandis que le centre médical départemental (CM) est à Bokin et le centre médical avec antenne chirurgicale (CMA) de la province est à Yako.
Depuis janvier 2019, la commune possède un collège d'enseignement général (CEG) de trois classes construit pour 21 millions de CFA (soit environ 32 000 euros) avec l'aide financière d'une ONG allemande, l'Association pour la solidarité en Afrique de l'Ouest (ASAO).